# Bastian Baker

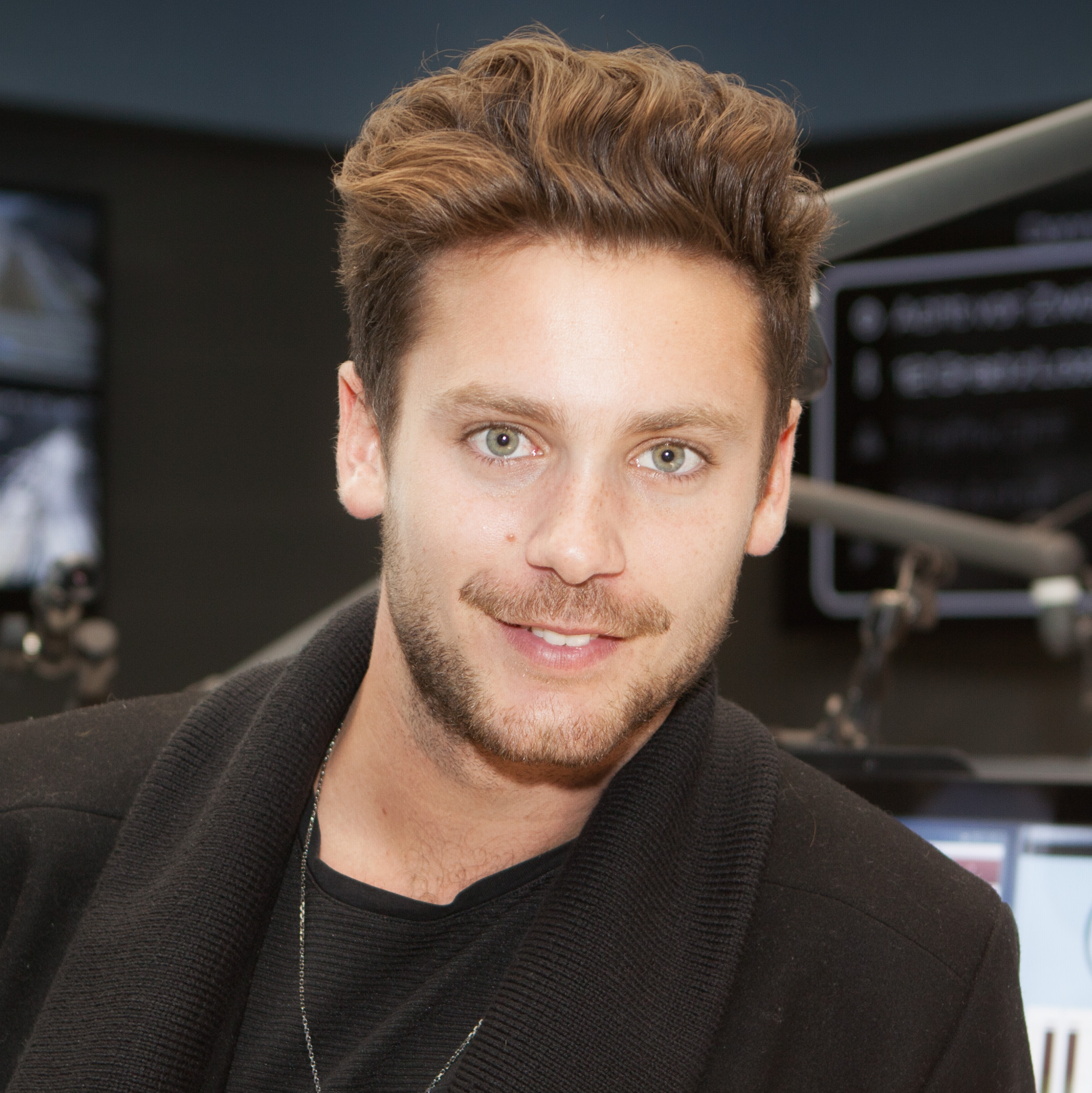
Bastian Baker bei einem Besuch bei Radio Pilatus im März 2017

Bastian Baker (* 20. Mai 1991 in Lausanne; bürgerlich Bastien Kaltenbacher) ist ein Schweizer Singer-Songwriter und Gitarrist.

## Karriere
Bastian Baker bekam nach dem Abschluss des Sportgymnasiums einen Profivertrag beim Eishockeyverein HC Fribourg-Gottéron. Zuvor hatte er mit den beiden Studiengängen Französisch und Geschichte begonnen.
Er beschloss jedoch, sich auf die Musik zu konzentrieren. Claude Nobs, Mitbegründer des Montreux Jazz Festivals, entdeckte Baker, als dieser in einer Bar in Zermatt spielte. Er ermöglichte es Baker, am nächsten Montreux Jazz Festival auf einer kleinen Gratis-Bühne zu spielen. 2012 gewann Baker den Swiss Music Award als «Best Breaking Act National» und den «Prix Walo Newcomer».
2011 veröffentlichte er sein Debüt-Album Tomorrow May Not Be Better. Es erreichte Platz 3 der Schweizer Charts und wurde mit Platin ausgezeichnet. Die Singleauskopplung I’d Sing for You erreichte Platz 9 und war 36 Wochen lang in den Schweizer Charts.
2012 nahm er an der dritten Staffel der französischen Tanzshow Danse avec les stars teil.
Im Jahr 2014 war er Jurymitglied in der belgischen Ausgabe von «The Voice» des wallonischen Senders RTBF.
Am 30. September 2015 veröffentlichte er gemeinsam mit heidi.com und Metroboutique sein eigenes Modelabel. 

## Diskografie

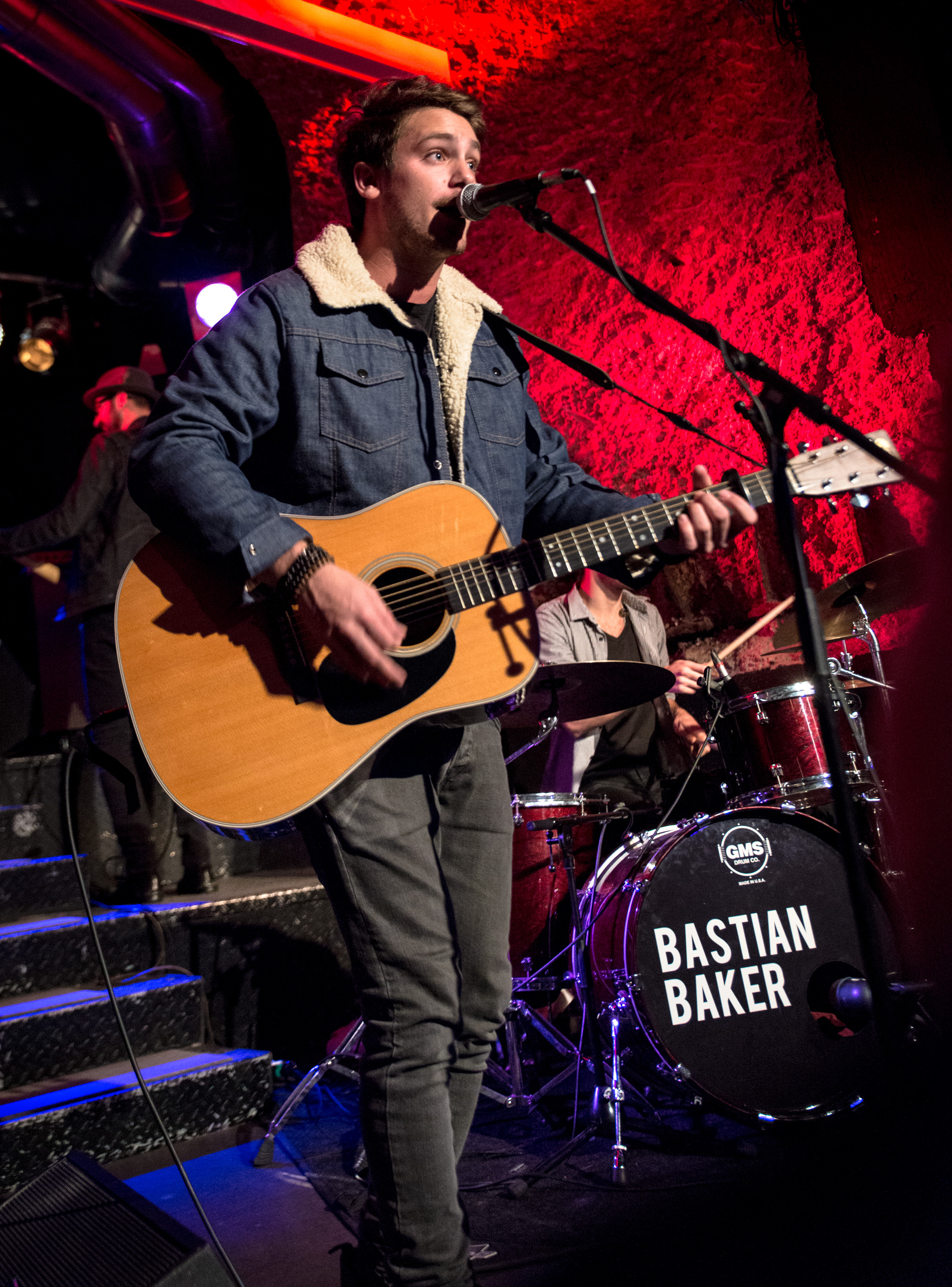
Bastian Baker Live 2014

### Studioalben
| Jahr | Titel                      | Höchstplatzierung, Gesamtwochen, AuszeichnungChartplatzierungen (Jahr, Titel, Platzierungen, Wochen, Auszeichnungen, Anmerkungen) | Höchstplatzierung, Gesamtwochen, AuszeichnungChartplatzierungen (Jahr, Titel, Platzierungen, Wochen, Auszeichnungen, Anmerkungen) | Höchstplatzierung, Gesamtwochen, AuszeichnungChartplatzierungen (Jahr, Titel, Platzierungen, Wochen, Auszeichnungen, Anmerkungen) | Anmerkungen                                                                                         |
| Jahr | Titel                      | CH | FR | BEW | Anmerkungen                                                                                         |
| ---- | -------------------------- | --- | --- | --- | --------------------------------------------------------------------------------------------------- |
| 2011 | Tomorrow May Not Be Better | CH3 Platin · (76 Wo.)CH | FR59 (15 Wo.)FR | BEW13 (39 Wo.)BEW | Erstveröffentlichung: 9. September 2011 Neuveröffentlichung als Platinum-Edition: 27. April 2012    |
| 2013 | Too Old to Die Young       | CH1 (47 Wo.)CH | FR152 (1 Wo.)FR | BEW10 (47 Wo.)BEW | Erstveröffentlichung: 27. September 2013 Neuveröffentlichung als Upgraded Edition: 24. Oktober 2014 |
| 2015 | Facing Canyons             | CH2 (24 Wo.)CH | — | — | Erstveröffentlichung: 6. November 2015                                                              |
| 2018 | Bastian Baker              | CH2 (10 Wo.)CH | — | — | Erstveröffentlichung: 26. Oktober 2018                                                              |
| 2022 | Stories of the XXI         | CH1 (33 Wo.)CH | — | — | Erstveröffentlichung: 14. Januar 2022                                                               |

### Kollaborations-Alben
| Jahr | Titel       | Höchstplatzierung, Gesamtwochen, AuszeichnungChartplatzierungen (Jahr, Titel, Platzierungen, Wochen, Auszeichnungen, Anmerkungen) | Höchstplatzierung, Gesamtwochen, AuszeichnungChartplatzierungen (Jahr, Titel, Platzierungen, Wochen, Auszeichnungen, Anmerkungen) | Höchstplatzierung, Gesamtwochen, AuszeichnungChartplatzierungen (Jahr, Titel, Platzierungen, Wochen, Auszeichnungen, Anmerkungen) | Anmerkungen                                                       |
| Jahr | Titel       | CH | FR | BEW | Anmerkungen                                                       |
| ---- | ----------- | --- | --- | --- | ----------------------------------------------------------------- |
| 2012 | Noël’s Room | CH1 (20 Wo.)CH | — | — | Erstveröffentlichung: 9. Dezember 2012 mit Stress & Noah Veraguth |

### Singles
| Jahr | Titel Album                | Höchstplatzierung, Gesamtwochen, AuszeichnungChartplatzierungen (Jahr, Titel, Album, Platzierungen, Wochen, Auszeichnungen, Anmerkungen) | Höchstplatzierung, Gesamtwochen, AuszeichnungChartplatzierungen (Jahr, Titel, Album, Platzierungen, Wochen, Auszeichnungen, Anmerkungen) | Höchstplatzierung, Gesamtwochen, AuszeichnungChartplatzierungen (Jahr, Titel, Album, Platzierungen, Wochen, Auszeichnungen, Anmerkungen) | Anmerkungen                                                    |
| Jahr | Titel Album                | CH | FR | BEW | Anmerkungen                                                    |
| ---- | -------------------------- | --- | --- | --- | -------------------------------------------------------------- |
| 2011 | I’d Sing for You           | CH9 Platin · (34 Wo.)CH | — | BEW11 (17 Wo.)BEW | Erstveröffentlichung: Oktober 2011                             |
| 2011 | Lucky                      | CH27 (12 Wo.)CH | — | — | Erstveröffentlichung: Oktober 2011                             |
| 2011 | Tomorrow May Not Be Better | CH65 (3 Wo.)CH | — | — | Erstveröffentlichung: Oktober 2011                             |
| 2012 | Hallelujah                 | CH24 (13 Wo.)CH | FR18 (22 Wo.)FR | — | Erstveröffentlichung: November 2012                            |
| 2012 | All My Life                | CH35 (1 Wo.)CH | — | — | Erstveröffentlichung: Dezember 2012 mit Stress & Noah Veraguth |
| 2012 | Back in My Life            | CH34 (12 Wo.)CH | — | — | Erstveröffentlichung: Dezember 2012 mit Stress                 |
| 2013 | 79 Clinton Street          | CH14 (12 Wo.)CH | — | — | Erstveröffentlichung: 21. Juni 2013                            |
| 2014 | Follow the Wind            | CH20 (2 Wo.)CH | — | — | Erstveröffentlichung: April 2014                               |
| 2014 | Dirty Thirty               | CH73 (1 Wo.)CH | — | — | Erstveröffentlichung: April 2014                               |
| 2014 | Leaving Tomorrow           | CH33 (9 Wo.)CH | — | — | Erstveröffentlichung: Oktober 2014                             |
| 2015 | Everything We Do           | CH21 (1 Wo.)CH | — | — | Erstveröffentlichung: Juni 2015                                |
| 2015 | Tattoo on My Brain         | CH23 (5 Wo.)CH | — | — | Erstveröffentlichung: Oktober 2015                             |
| 2017 | Five Fingers               | CH48 (1 Wo.)CH | — | — | Erstveröffentlichung: 17. März 2017                            |
| 2018 | All Around Us              | CH51 (1 Wo.)CH | — | — | Erstveröffentlichung: 20. April 2018                           |
| 2018 | Stay                       | CH42 (5 Wo.)CH | — | — | Erstveröffentlichung: 26. Oktober 2018                         |
| 2020 | Here We Go                 | CH50 (1 Wo.)CH | — | — | Erstveröffentlichung: 6. März 2020 mit Yves Larock             |
| 2020 | Dancing Without You        | CH42 (2 Wo.)CH | — | — | Erstveröffentlichung: 16. Oktober 2020                         |

## Auszeichnungen

### Erhaltene Auszeichnungen
- 2012: Swiss Music Awards — Kategorie: "Best Breaking Act National"[8]
- 2012: Prix Walo Awards (38th) — Kategorie: "Newcomer"[9]
- 2013: MTV Europe Music Awards — Kategorie: "Best Swiss Act"[10]
- 2013: Swiss Music Awards — Kategorie: "Best Album Urban National" (für Noël’s Room)[11]
- 2013: Swiss Music Awards — Kategorie: "Best Act Romandie"[12]
- 2014: Swiss Music Awards — Kategorie: "Best Album Pop/Rock National" (für Too Old to Die Young)[13]
- 2014: Swiss Music Awards — Kategorie: "Best Act Romandie"[14]
- 2014: Prix Walo Awards (40th) — Kategorie: "Pop/Rock"[15]
- 2016: Swiss Music Awards — Kategorie: "Best Male Solo Act"[16]
- 2016: Swiss Music Awards — Kategorie: "Best Act Romandie"[17]